# Колен, Элоиза Сюзанна
Элоиза Сюзанна Колен (фр. Héloïse Suzanne Colin; в замужестве Лелуар (фр. Leloir); 3 сентября 1819, Париж — 19 ноября 1873, VI округ Парижа) — французская художница и иллюстратор моды во времена Второй Французской империи.

## Биография
Элоиза Сюзанна Колен родилась 3 сентября 1819 года в городе Париже в семье французского живописца Александра-Мари Колена.

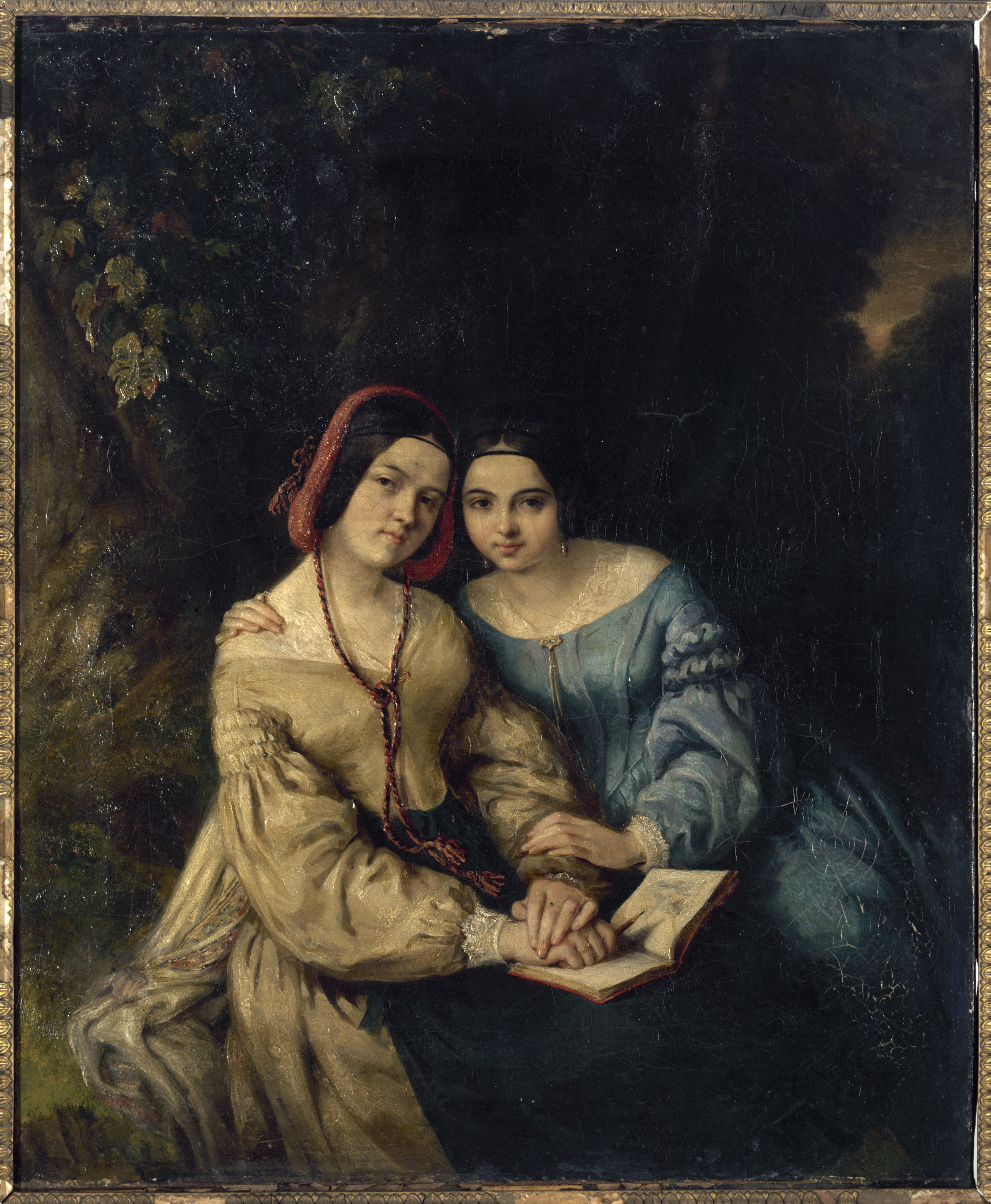
Автопортрет сестёр Элоизы и Анаис Колин; каждая из сестер нарисовала портрет другой.

У её отца, помимо самой Элоизы, было ещё трое детей от двух жен: Анаис, Лор и Поль; все они пошли по его стопам и стали художниками, кроме того он приходился отчимом Луи Видалю, который стал скульптором.
Ученица своего отца и своего мужа — Жан-Батиста Огюста Лелуара (1809—1892); Колен-Лелуар писала жанровые сцены, аллегорические сюжеты, в особенности же составила себе известность акварельными рисунками на темы из сочинений Вальтера Скотта, Виктора Гюго, Ричардсона и других и, в конце своей жизни, миниатюрными портретами.
В браке у неё родилось двое сыновей: живописец, книжный иллюстратор, художник театра и кино Морис Лелуар и жанровый и исторический живописец Александр-Луи Лелуар.
Элоиза Сюзанна Лелуар скончалась 19 ноября 1873 года в VI округе французской столицы.